# 𤅶葛市
𤅶葛市（越南语：／）是越南平阳省下辖的一個省辖市。面积是234.40平方千米，2019年总人口306438人。

## 地理
𤅶葛市东接新渊市和北新渊县，西和西南接胡志明市纠支县，西北接油汀县，南接土龙木市，北接保邦县。

## 历史
2013年12月29日，𤅶葛县以美福市镇、泰和社、新定社、和利社、政富和社、安田社、富安社、安西社1市镇7社析置𤅶葛市社；美福市镇改制为美福坊，泰和社改制为泰和坊，新定社改制为新定坊，和利社改制为和利坊，政富和社改制为政富和坊。
2018年10月24日，𤅶葛市社被评定为三级城市。
2024年3月19日，越南国会常务委员会通过决议，自2024年5月1日起，𤅶葛市社改制为𤅶葛市，安田社改制为安田坊，安西社改制为安西坊。

## 行政区划
𤅶葛市下辖7坊1社，市人民委员会位于美福坊。
- 安田坊（Phường An Điền）
- 安西坊（Phường An Tây）
- 政富和坊（Phường Chánh Phú Hòa）
- 和利坊（Phường Hòa Lợi）
- 美福坊（Phường Mỹ Phước）
- 新定坊（Phường Tân Định）
- 泰和坊（Phường Thới Hòa）
- 富安社（Xã Phú An）